# Dicteros pacificus
Dicteros pacificus is een platworm (Platyhelminthes). De worm is tweeslachtig. De soort leeft in het zoute water.
Het geslacht Dicteros, waarin de platworm wordt geplaatst, wordt tot de familie Theamatidae gerekend. De wetenschappelijke naam van de soort werd voor het eerst geldig gepubliceerd in 1906 door Jacubowa.